# 叉叶蓝
叉叶蓝（学名：Deinanthe caerulea）为虎耳草科叉叶蓝属下的一个种。